# John Troutbeck (Diplomat)
Sir John Monro Troutbeck, GBE, KCMG (* 2. November 1894 in Westminster, County of London; † 28. September 1971 in Horsham, West Sussex), war ein britischer Diplomat.

## Leben
Troutbeck war das jüngste von drei Kindern des britischen Solicitors und Autopsiebeamten (Coroner for Westminster and the South-West District of London) John Troutbeck (1860–1912) und dessen Ehefrau Harriet Elizabeth Monro. Sein Großvater war der englische Geistliche, Übersetzer und Musikwissenschaftler John Troutbeck (1832–1899). Er erhielt eine Erziehung in Westminster und im College Christ Church der University of Oxford. Während des Ersten Weltkriegs kämpfte er als Offizier der British Army in Frankreich und im Gallipolifeldzug. 1924 heiratete er Katherine Morley.
Ab 1920 beschritt er eine Karriere im Dienst des Foreign and Commonwealth Office, das ihn nach Konstantinopel, Addis Abeba und Rio de Janeiro entsandte. 1936/1937 leitete er das American Department im Foreign Office. 1937 bis 1939, während der Sudetenkrise, war er Chargé d’Affaires der britischen Vertretung in Prag. Während des Zweiten Weltkriegs arbeitete er sowohl für das Foreign Office als auch für das Ministry of Economic Warfare.
1943 wurde er Leiter der Arbeitsgruppe Advice on Germany im Central Department des Foreign Office. In dieser Funktion arbeitete er William Strang zu, dem britischen Vertreter in der European Advisory Commission. 1944 wurde er Leiter der Deutschlandabteilung des Foreign Office. 1946 stieg er unter Außenminister Ernest Bevin zum Assistant Under-Secretary for Foreign Affairs (Economic and Commercial) des Foreign Office auf und hatte als solcher bis 1947 großen Einfluss auf die britische Deutschlandpolitik, die Lösung der Ruhrfrage und Fragen der Reorganisation deutscher Staatlichkeit in der britischen Besatzungszone in Nachkriegsdeutschland, insbesondere auf die Gründung Nordrhein-Westfalens. Dabei erstellte er Memoranden, in denen er vor gefährlichen geostrategischen Absichten der Sowjetunion in Deutschland warnte. Geprägt vom britischen Vansittartismus war er der Meinung, dass die Deutschen einem über mehrere Generationen hin angelegten Programm der Reeducation zu unterziehen seien. Vorstellungen zur Reeducation hatte er bereits im Dezember 1943 als Leiter der Arbeitsgruppe Advice on Germany in seinem Memorandum The Regeneration of Germany vorgelegt.
1947 bis 1950 war er Leiter des British Middle East Office in Kairo. In dieser Funktion nahm er eine kritische bzw. ablehnende Haltung zum Zionismus und zur Frage der Gründung Israels ein. 1950 kehrte er als Assistant Under-Secretary for Foreign Affairs (Information and Culture) in das Foreign Office zurück. Als Nachfolger von Henry Mack (1894–1974) wurde er 1951 britischer Botschafter im Irak. Dieses Amt bekleidete er bis 1954. 1955 diente er als britisches Mitglied in der Überwachungskommission zur Saarabstimmung vom 23. Oktober 1955, die gemäß dem Abkommen zwischen den Regierungen der Bundesrepublik Deutschland und der Französischen Republik über das Statut der Saar zu der Frage abgehalten wurde, ob das Saarland ein „europäisches Statut“ erhalten soll. Von 1956 bis 1962 saß er der Nichtregierungsorganisation Save the Children als Präsident vor. 
1939 wurde Troutbeck als Commander des Order of St Michael and St George ausgezeichnet, 1948 als Knight Commander des Order of St Michael and St George geadelt. 1955 wurde er zum Knight Grand Cross des Order of the British Empire erhoben.